# Saint-Christophe (Champvent)
Saint-Christophe (toponimo francese) è una frazione del comune svizzero di Champvent, nel Canton Vaud (distretto del Jura-Nord vaudois).

## Storia
Già comune autonomo istituito nel 1789, è stato in seguito accorpato prima al comune di Mathod e poi, dal 1811, a quello di Champvent.